# Рогашка-Слатина
Ро́гашка-Сла́тина (словен. Rogaška Slatina) — город на востоке Словении, бальнеологический (преимущественно питьевой) курорт, в 45 км от Целе, в 82 км от столицы Любляны. Курорт известен своей целебной водой Donat Mg.

## История
Рогашка-Слатина — один из старейших и самых известных спа-курортов в Словении и в Европе. Долина Слатины была известна ещё в древности — раскопки римской дороги Petovium Celeia, которая проходила от Рогатеца до Лемберга, позволяют предположить, что ещё во времена Римской империи это место пользовалось популярностью. Так в непосредственной близости от дороги была найдена римская бронзовая игла с шестью головами, также найдены римские и кельтские монеты.
Тогда же, в римском курорте, были обнаружены целебные свойства воды Donat Mg. По всей земле Штирия и за её пределами распространились известия о паломниках, которые говорили о чудодейственной силе воды. Первое достоверное письменное упоминание о свойствах минеральной воды было опубликовано в 1572 году, когда знаменитый алхимик Леонард Турнейссер описал анализ свойств воды в своем труде Pison. В воде он открыл пять элементов: золото, «бергклер», серу, «магнит» и «дикую» воду.
В 17-м веке благодаря употреблению рогашкой воды излечился граф Пётр Зринский, что вдохновило врачей на изучение воздействия воды из источника. Результаты исследований были настолько впечатляющими, что воду вскоре начали разливать в бутылки, а в начале 19-го века основали современное санаторное учреждение. В 1685-м году была издана монография о рогашской минеральной воде. На тот момент в Европе существовала лишь одна подобная книга — монография о бельгийской минеральной воде «Спа».
Годом основания курорта считается 1803 г. В этом году окрестные земли скупил граф Фердинанд Аттемс. По его инициативе в Рогашке-Слатине обосновался первый постоянный врач . В своей работе он сотрудничал со знаменитыми врачами и профессорами из Граца, Вены и Будапешта. Граф Аттемс распространял по миру эту воду — её начали продавать во всех австрийских провинциях, в Венгрии, Хорватии, Италии, Греции и Египте.
В XX веке, в 1908 году под руководством геолога и доктора Карловых Вар Д. Кнетта была обнаружена современная скважина воды Donat Mg. Благодаря высокому содержанию магния, минеральная вода помогает при метаболических заболеваниях и диабете, также употребляется для профилактики.

#### Легенда создания
Согласно легенде целебный рогашский источник появился по заказу Аполлона, бога Солнца. Он приказал крылатому коню Пегасу ударить копытом между Рогатцем и Святым крестом и открыть «Roitschocrene», рогашский источник, который поможет людям излечиться. С тех пор Пегас красуется на гербе города, а памятник ему установлен на одной из площадей города.

## Достопримечательности
- монастырь ордена Плетерье
- оленеводческая ферма
- стекольная фабрика
- памятник Борису Кидричу[2]
- костел Святой Анны
- несколько средневековых замков

## Известные люди
Среди известных людей, родившихся или проживавших в Рогашке-Слатине:
- Милош Верк (1890—1952), картограф.
- Эла Пероци[англ.] (1922—2001), детский писатель.
- Август Лавренчич (1925—1996), художник и сценограф.